# Winfried Scharlau
Winfried Scharlau (né le 12 août 1940, à Berlin, mort le 26 novembre 2020 à Havixbeck) est un mathématicien allemand.

## Biographie
Scharlau obtient son doctorat en 1967 à l'Université rhénane Frédéric-Guillaume de Bonn avec une thèse intitulée Quadratische Formen und Galois-Cohomologie (Formes quadratiques et cohomologie galoisienne), préparée sous la direction de  Friedrich Hirzebruch,. Scharlau étudie à l'Institute for Advanced Study pendant l'année universitaire 1969-1970 et au printemps 1972. À partir de 1970, il est professeur (et à la fin directeur d'institut) à l'Université de Münster, où il reste jusqu'à sa retraite.

## Recherche
Les recherches de Scharlau portent sur la théorie des nombres et, en particulier, sur la théorie des formes quadratiques ; il a notamment écrit une monographie en 1985 intitulée Quadratic and Hermitian Forms dans la série de Springer Grundlehren der mathematischen Wissenschaften,

## Publications (sélection)
Scharlau s'est intéressé à l'histoire des mathématiques et a écrit, avec Hans Opolka,  une introduction historique à la théorie des nombres. Leur livre présente, entre autres sujets, la formule du nombres de classe de Dirichlet et la géométrie des nombres au XIXe siècle. Scharlau a également écrit une biographie d'Alexander Grothendieck.

## Sociétés savantes
Scharlau était membre correspondant de l'Académie des sciences de Göttingen. De 1991 à 1992, il est président de la Société mathématique allemande. En 1974, il est conférencier  au Congrès international des mathématiciens à Vancouver